# Mecistognatha fijiensis
Mecistognatha fijiensis là một loài bướm đêm trong họ Noctuidae.